# اسفنج (بام و صفی آباد)
اسفنج یکی از روستاهای بخش بام امروزی یا همان ارغیان قدیم در شهرستان بام و صفی‌آباد استان خراسان شمالی است. بقایای این روستا در جنوب دهستان بام قرار دارد.

## جغرافیا

### موقعیت
این روستا در ۷ کیلومتری غربدهستان بام و در ۴۱ کیلومتری شمال غرب بخش صفی آباد واقع گردیده‌است. روستای دستجرد از طرف شمال بهزمین‌های کشاورزی روستای زالی و روستای جهان، از غرب به روستای کاریزدر، از شرق بهروستای اردین و از جنوب به روستاهای صفی آباد محدود است.

## تاریخچه
از زمان پیدایش این روستا اطلاعات زیادی وجود ندارد و پیدایش آن را شاید بتوان به دوره ساسانی نسبت داد. اما طبق اسناد موجود نام تاریخی این روستا در گذشته قریه اسفنج نام داشته‌است که مربوط به صدر اسلام بر می‌گردد چنان‌که حاکم نیشابوری در کتاب تاریخ نیشابوردر مورد اسفنج می‌نویسد: اسفنج یکی از روستاهای ارغیان در ناحیه نیشابورکه به آن سبنج یا سپنج نیز گویند که عامربن شعیب اسفنجی وموسی بن یزیدبن عبدالرحمن، ابوعمران اسفنجی از این روستا می‌باشند
و دردوره تیموری هم رونق داشته است و آن زمانی است که حافظ ابرو در سال ۸۳۳ ه‍.ق از منطقه ارغیان گذر کرده برای جهان ارغیان ۱۲ قریه ذکر کرده که قریه اسفنجیکی از این قرای به شمار می‌آمده‌است:
«ولایت جهان و ارغیان: قریه روئین و توابع، قریه اردین، و توابع، قریه دستجرد و توابع، قریه کاریزدر، قریه بکر آباد، قریه نهامود، قریه جهان و توابع، قریه بان و توابع، قریه اسفنج و توابع، قریه خرق و توابع، قریه کرد، قریه سی و توابع، بیرون از این قری مزارع بسیار دارد.»